# D-Média
 (août 2025).
D-Média est un groupe de médias sénégalais.
Ancien propriétaire d'une agence de communication, Bougane Guèye Dani crée le groupe D-Média, qui comprend le quotidien La Tribune, la chaîne Sen TV et la station radio Zik FM.